# Nhân sự Hội đồng nhân dân Thành phố Hồ Chí Minh khóa IX (2016–2021)
Nhân sự Hội đồng nhân dân Thành phố Hồ Chí Minh khóa IX (nhiệm kỳ 2016-2021) gồm 105 đại biểu được bầu từ 35 đơn vị bầu cử.

## Thường trực Hội đồng nhân dân
| Chức vụ      | Họ và tên                                                                                            |
| ------------ | --- |
| Chủ tịch     | Nguyễn Thị Quyết Tâm (đến 12/2018) Nguyễn Thị Lệ (từ 4/2019)                                         |
| Phó Chủ tịch | Trương Thị Ánh (đến 3/2019) Phạm Đức Hải Phan Thị Thắng (7/2019-12/2020) Nguyễn Văn Dũng (từ 4/2021) |

## Các Ban Hội đồng nhân dân

### Ban Pháp chế[1]
| Chức vụ        | Họ và tên                                                 |
| -------------- | --------------------------------------------------------- |
| Trưởng ban     | Trương Lâm Danh (đến 12/2019) Phạm Quỳnh Anh (từ 10/2020) |
| Phó trưởng ban | Lê Minh Đức Phạm Quỳnh Anh (12/2019-10/2020)              |

### Ban Kinh tế-Ngân sách
| Chức vụ        | Họ và tên                                                          |
| -------------- | ------------------------------------------------------------------ |
| Trưởng ban     | Nguyễn Văn Dũng (đến 11/2018) Triệu Đỗ Hồng Phước (11/2018-3/2021) |
| Phó trưởng ban | Cao Thanh Bình (đến 1/2021) Trương Lê Mỹ Ngọc                      |

### Ban Văn hóa-Xã hội
| Chức vụ        | Họ và tên                                                    |
| -------------- | ------------------------------------------------------------ |
| Trưởng ban     | Thi Thị Tuyết Nhung (đến 10/2019) Tăng Hữu Phong (từ 3/2020) |
| Phó trưởng ban | Nguyễn Văn Đạt Trần Hải Yến                                  |

### Ban Đô thị
| Chức vụ        | Họ và tên                                                       |
| -------------- | --------------------------------------------------------------- |
| Trưởng ban     | Trương Trung Kiên (đến 9/2020) Nguyễn Thị Thanh Vân (từ 3/2021) |
| Phó trưởng ban | Nguyễn Tấn Tuyến Nguyễn Minh Nhựt                               |

### Chánh Văn phòng
Từ tháng 3 năm 2019, Văn phòng Đoàn đại biểu Quốc hội TP.HCM và Văn phòng Hội đồng nhân dân TP.HCM hợp nhất lại thành Văn phòng Đoàn đại biểu Quốc hội và HĐND TP.HCM
| Chức vụ             | Họ và tên                                                                                              |
| ------------------- | --- |
| Chánh Văn phòng     | Trần Tuấn Ngọc (3/2019-2020) Cao Thanh Bình (từ 1/2021)                                                |
| Phó chánh Văn phòng | Trần Thị Tuyết Hồng Trần Tuấn Ngọc (đến 3/2019) Hồ Hiếu Thảo (từ 3/2019) Văn Thị Bích Liễu (từ 3/2019) |

## Đại biểu Hội đồng nhân dân
Chú thích:
     Đảng viên Đảng Cộng sản Việt Nam
     Không là đảng viên Đảng Cộng sản Việt Nam
|  | Họ và tên                 | Nhiệm kỳ | Đơn vị bầu cử | Địa phương đại diện | Chức danh HĐND | Chức vụ Đảng                                                           | Chức vụ chính quyền                             | Nơi làm việc                                                                  |
|  | ------------------------- | -------- | ------------- | ------------------- | -------------- | ---------------------------------------------------------------------- | ----------------------------------------------- | ----------------------------------------------------------------------------- |
|  | Nguyễn Thành Phong        | 2016–nay | 1             | Quận 1              |                | Ủy viên TW Đảng Phó Bí thư Thành ủy TPHCM Bí thư Ban cán sự Đảng TPHCM | Chủ tịch UBND Thành phố Hồ Chí Minh             | Ủy ban nhân dân Thành phố Hồ Chí Minh                                         |
|  | Hoàng Thị Tố Nga          |          | 1             | Quận 1              |                | Phó bí thư quận ủy Chủ nhiệm Ủy ban kiểm tra quận ủy quận 1            |                                                 | Quận ủy quận 1                                                                |
|  | Tề Trí Dũng               | 2011–nay | 1             | Quận 1              |                | Phó bí thư Đảng ủy Công ty phát triển công nghiệp Tân Thuận            |                                                 | Công ty TNHH MTV Phát triển Công nghiệp Tân Thuận                             |
|  | Nguyễn Văn Hiếu           | 2011–nay | 2             | Quận 2              |                | UV Dự khuyết TW Đảng Thành ủy viên Bí thư quận ủy quận 2               |                                                 | Quận ủy quận 2                                                                |
|  | Nguyễn Thị Ngọc Hương     |          | 2             | Quận 2              |                | Quận ủy viên                                                           | Chủ tịch Liên đoàn Lao động quận 2              | Liên đoàn Lao động Quận 2                                                     |
|  | Nguyễn Hồng Hà            | 2004–nay | 2             | Quận 2              |                |                                                                        | Phó trưởng ban Văn hoá Xã hội HĐND Thành phố    | Hội đồng nhân dân Thành phố Hồ Chí Minh                                       |
|  | Nguyễn Hồ Hải             |          | 3             | Quận 3              |                | Thành ủy viên Bí thư Quận uỷ quận 3                                    |                                                 | Quận ủy quận 3                                                                |
|  | Hoàng Thị Diễm Tuyết      |          | 3             | Quận 3              |                | Uy viên thường vụ Đảng uỷ Sở Y tế Bí thư Đảng bộ Bệnh viện Hùng Vương  |                                                 | Bệnh viện Hùng Vương                                                          |
|  | Nguyễn Minh Nhựt          |          | 3             | Quận 3              |                |                                                                        |                                                 | Trung tâm Huấn luyện sơ cấp cứu và Phòng chống tai hoạ Hội chữ thập đỏ TP.HCM |
|  | Trần Hoàng Danh           |          | 4             | Quận 4              |                | Bí thư quận ủy quận 4                                                  |                                                 | Quận ủy quận 4                                                                |
|  | Trần Vĩnh Tuyến           |          | 4             | Quận 4              |                | Ủy viên Thường vụ Thành uỷ                                             | Phó chủ tịch Ủy ban nhân dân TPHCM              | Ủy ban nhân dân Thành phố Hồ Chí Minh                                         |
|  | Huỳnh Quang Tâm           |          | 4             | Quận 4              |                | Uỷ viên thường vụ Đảng uỷ cảnh sát PCCC                                | Trưởng phòng tổ chức cán bộ Cảnh sát PCCC TPHCM | Cảnh sát Phòng cháy chữa cháy Thành phố                                       |
|  | Huỳnh Ngọc Nữ Phương Hồng |          | 5             | Quận 5              |                |                                                                        |                                                 | Quận ủy quận 5                                                                |
|  | Trương Thị Ánh            | 1999-nay | 5             | Quận 5              | Phó chủ tịch   |                                                                        |                                                 |                                                                               |
|  | Dương Anh Đức             |          | 5             | Quận 5              |                |                                                                        |                                                 |                                                                               |
|  | Châu Trương Hoàng Thảo    |          | 6             |                     |                |                                                                        |                                                 |                                                                               |
|  | Trương Lâm Danh           | 2011–nay | 6             |                     |                |                                                                        |                                                 |                                                                               |
|  | Diệp Hồng Di              |          | 6             |                     |                |                                                                        |                                                 |                                                                               |
|  | Tô Thị Bích Châu          | 2011–nay | 7             |                     |                |                                                                        |                                                 |                                                                               |
|  | Hà Sơn                    |          | 7             |                     |                |                                                                        |                                                 |                                                                               |
|  | Thi Thị Tuyết Nhung       | 2011–nay | 7             |                     |                |                                                                        |                                                 |                                                                               |
|  | Nguyễn Thanh Xuân         |          | 8             |                     |                |                                                                        |                                                 |                                                                               |
|  | Trần Trọng Tuấn           |          | 8             |                     |                |                                                                        |                                                 |                                                                               |
|  | Trần Quang Thắng          | 2011–nay | 8             |                     |                |                                                                        |                                                 |                                                                               |
|  | Đỗ Thị Cẩm Vân            |          | 9             |                     |                |                                                                        |                                                 |                                                                               |
|  | Vũ Thanh Lưu              |          | 9             |                     |                |                                                                        |                                                 |                                                                               |
|  | Nguyễn Trọng Trí          | 2011–nay | 9             |                     |                |                                                                        |                                                 |                                                                               |
|  | Phan Nguyễn Như Khuê      |          | 10            | Quận 9              |                |                                                                        |                                                 |                                                                               |
|  | Đặng Thị Hồng Liên        | 2011–nay | 10            | Quận 9              |                |                                                                        |                                                 |                                                                               |
|  | Cao Thanh Bình            | 2011–nay | 10            | Quận 9              |                |                                                                        |                                                 |                                                                               |
|  | Tất Thành Cang            |          | 11            |                     |                |                                                                        |                                                 |                                                                               |
|  | Nguyễn Minh Tâm           | 2011–nay | 11            |                     |                |                                                                        |                                                 |                                                                               |
|  | Trần Xuân Điền            |          | 11            |                     |                |                                                                        |                                                 |                                                                               |
|  | Ngô Văn Luận              |          | 12            |                     |                |                                                                        |                                                 |                                                                               |
|  | Phạm Hiếu Nghĩa           | 2004–nay | 12            |                     |                |                                                                        |                                                 |                                                                               |
|  | Nguyễn Thị Lệ             |          | 12            |                     |                |                                                                        |                                                 |                                                                               |
|  | Lê Trương Hải Hiếu        | 2011–nay | 13            |                     |                |                                                                        |                                                 |                                                                               |
|  | Trần Thanh Trí            |          | 13            |                     |                |                                                                        |                                                 |                                                                               |
|  | Trần Thị Tuyết Hoa        |          | 13            |                     |                |                                                                        |                                                 |                                                                               |
|  | Nguyễn Toàn Thắng         |          | 14            |                     |                |                                                                        |                                                 |                                                                               |
|  | Lê Thị Ngọc Thanh         | 2011–nay | 14            |                     |                |                                                                        |                                                 |                                                                               |
|  | Nguyễn Thị Nga            |          | 14            |                     |                |                                                                        |                                                 |                                                                               |
|  | Phan Thị Thắng            |          | 15            |                     |                |                                                                        |                                                 |                                                                               |
|  | Nguyễn Văn Đạt            |          | 15            |                     |                |                                                                        |                                                 |                                                                               |
|  | Nguyễn Thị Tố Trâm        |          | 15            |                     |                |                                                                        |                                                 |                                                                               |
|  | Nguyễn Tấn Phong          | 2011–nay | 16            |                     |                |                                                                        |                                                 |                                                                               |
|  | Nguyễn Trần Phượng Trân   |          | 16            |                     |                |                                                                        |                                                 |                                                                               |
|  | Huỳnh Đặng Hà Tuyên       |          | 16            |                     |                |                                                                        |                                                 |                                                                               |
|  | Vũ Ngọc Tuất              |          | 17            |                     |                |                                                                        |                                                 |                                                                               |
|  | Trần Văn Thuận            |          | 17            |                     |                |                                                                        |                                                 |                                                                               |
|  | Đinh Thị Thanh Thủy       |          | 17            |                     |                |                                                                        |                                                 |                                                                               |
|  | Nguyễn Thị Việt Tú        | 2011–nay | 18            |                     |                |                                                                        |                                                 |                                                                               |
|  | Vương Đức Hoàng Quân      | 2011–nay | 18            |                     |                |                                                                        |                                                 |                                                                               |
|  | Nguyễn Hoàng Hải          |          | 18            |                     |                |                                                                        |                                                 |                                                                               |
|  | Phan Thị Hồng Xuân        |          | 19            |                     |                |                                                                        |                                                 |                                                                               |
|  | Nguyễn Thị Thanh Vân      |          | 19            |                     |                |                                                                        |                                                 |                                                                               |
|  | Nguyễn Thị Ánh Hoa        |          | 19            |                     |                |                                                                        |                                                 |                                                                               |
|  | Trần Thị Thanh Nhàn       |          | 20            | Quận Tân Bình       |                |                                                                        |                                                 |                                                                               |
|  | Cao Anh Minh              |          | 20            | Quận Tân Bình       |                |                                                                        |                                                 |                                                                               |
|  | Nguyễn Kim Hiếu           |          | 20            | Quận Tân Bình       |                |                                                                        |                                                 |                                                                               |
|  | Huỳnh Đăng Linh           |          | 21            |                     |                |                                                                        |                                                 |                                                                               |
|  | Nguyễn Thị Như Ý          |          | 21            |                     |                |                                                                        |                                                 |                                                                               |
|  | Phạm Đức Hải              |          | 21            |                     | Phó chủ tịch   |                                                                        |                                                 |                                                                               |
|  | Lê Thị Kim Hồng           |          | 22            |                     |                |                                                                        |                                                 |                                                                               |
|  | Trần Văn Lưu              |          | 22            |                     |                |                                                                        |                                                 |                                                                               |
|  | Tăng Hữu Phong            |          | 22            |                     |                |                                                                        |                                                 |                                                                               |
|  | Nguyễn Mạnh Cường         |          | 23            |                     |                |                                                                        |                                                 |                                                                               |
|  | Lê Nguyễn Minh Quang      | 2004–nay | 23            |                     |                |                                                                        |                                                 |                                                                               |
|  | Phạm Thị Hồng Hà          |          | 23            |                     |                |                                                                        |                                                 |                                                                               |
|  | Phạm Thị Thu Hà           |          | 24            |                     |                |                                                                        |                                                 |                                                                               |
|  | Nguyễn Hoàng Minh         | 2011–nay | 24            |                     |                |                                                                        |                                                 |                                                                               |
|  | Phạm Tiến                 |          | 24            |                     |                |                                                                        |                                                 |                                                                               |
|  | Nguyễn Mạnh Trí           | 2011–nay | 25            |                     |                |                                                                        |                                                 |                                                                               |
|  | Nguyễn Văn Dũng           |          | 25            |                     |                |                                                                        |                                                 |                                                                               |
|  | Trương Trung Kiên         |          | 25            |                     |                |                                                                        |                                                 |                                                                               |
|  | Nguyễn Thị Quyết Tâm      | 2011–nay | 26            | Quận Thủ Đức        | Chủ tịch       |                                                                        |                                                 |                                                                               |
|  | Nguyễn Thị Hồng Thảo      |          | 26            | Quận Thủ Đức        |                |                                                                        |                                                 |                                                                               |
|  | Lê Minh Đức               | 2011–nay | 26            | Quận Thủ Đức        |                |                                                                        |                                                 |                                                                               |
|  | Huỳnh Thanh Nhân          | 2011–nay | 27            |                     |                |                                                                        |                                                 |                                                                               |
|  | Võ Thị Ngọc Thuý          |          | 27            |                     |                |                                                                        |                                                 |                                                                               |
|  | Trương Lê Mỹ Ngọc         |          | 27            |                     |                |                                                                        |                                                 |                                                                               |
|  | Lê Thanh Liêm             |          | 28            |                     |                |                                                                        |                                                 |                                                                               |
|  | Nguyễn Thị Kim Dung       |          | 28            |                     |                |                                                                        |                                                 |                                                                               |
|  | Hà Phước Thắng            | 2011–nay | 28            |                     |                |                                                                        |                                                 |                                                                               |
|  | Nguyễn Ngọc Quế Trân      | 2011–nay | 29            |                     |                |                                                                        |                                                 |                                                                               |
|  | Nguyễn Tấn Tuyến          | 2011–nay | 29            |                     |                |                                                                        |                                                 |                                                                               |
|  | Trần Kim Tuyền            |          | 29            |                     |                |                                                                        |                                                 |                                                                               |
|  | Phạm Thị Thanh Hiền       | 2011–nay | 30            |                     |                |                                                                        |                                                 |                                                                               |
|  | Đỗ Khắc Tuấn              |          | 30            |                     |                |                                                                        |                                                 |                                                                               |
|  | Đặng Lê Thị Thanh Huyền   |          | 30            |                     |                |                                                                        |                                                 |                                                                               |
|  | Võ Văn Tân                | 2011–nay | 31            |                     |                |                                                                        |                                                 |                                                                               |
|  | Đinh Thanh Nhàn           |          | 31            |                     |                |                                                                        |                                                 |                                                                               |
|  | Phạm Quỳnh Anh            |          | 31            |                     |                |                                                                        |                                                 |                                                                               |
|  | Triệu Đỗ Hồng Phước       | 2011–nay | 32            |                     |                |                                                                        |                                                 |                                                                               |
|  | Đoàn Thị Ngọc Cẩm         |          | 32            |                     |                |                                                                        |                                                 |                                                                               |
|  | Phạm Quốc Bảo             |          | 32            |                     |                |                                                                        |                                                 |                                                                               |
|  | Trương Văn Hiền           | 2011–nay | 33            |                     |                |                                                                        |                                                 |                                                                               |
|  | Đặng Thị Phương Ninh      |          | 33            |                     |                |                                                                        |                                                 |                                                                               |
|  | Trần Thị Phương Hoa       |          | 33            |                     |                |                                                                        |                                                 |                                                                               |
|  | Nguyễn Thị Thanh Thúy     | 2011–nay | 34            |                     |                |                                                                        |                                                 |                                                                               |
|  | Lê Hồng Sơn               | 2011–nay | 34            |                     |                |                                                                        |                                                 |                                                                               |
|  | Trịnh Ngọc Sơn            |          | 34            |                     |                |                                                                        |                                                 |                                                                               |
|  | Trần Hải Yến              |          | 35            |                     |                |                                                                        |                                                 |                                                                               |
|  | Nguyễn Thị Thu            |          | 35            |                     |                |                                                                        |                                                 |                                                                               |
|  | Nguyễn Thị Hương Thảo     |          | 35            |                     |                |                                                                        |                                                 |                                                                               |
|  | Nguyễn Thị Lệ             |          |               |                     |                |                                                                        |                                                 |                                                                               |